# District de Tiexi (Anshan)
Pour les articles homonymes, voir Tiexi.
Le district de Tiexi (铁西区 ; pinyin : Tiěxī Qū) est une subdivision administrative de la province du Liaoning en Chine. Il est placé sous la juridiction de la ville-préfecture d'Anshan dont il couvre la partie ouest.